# Celleporina hainanica
Celleporina hainanica är en mossdjursart som beskrevs av Liu 200. Celleporina hainanica ingår i släktet Celleporina och familjen Celleporidae. Inga underarter finns listade i Catalogue of Life.